# 스피드스케이팅
롱트랙 스피드 스케이팅(영어: long track speed skating, 문화어: 긴주로속도빙상(긴走路速度氷上)) 또는 줄여서 스피드 스케이팅(영어: speed skating, 문화어: 속도빙상(速度氷上)), 빙속(氷速)은 스케이트를 타고 얼음 위를 빠른 속도로 승부를 겨루는 운동 경기이다.

## 역사
인류가 오래전부터 얼음판 위에서 이용하던 스케이트가 속도를 겨루는 경기로 관심을 모으게 된 것은 비교적 최근의 일로, 네덜란드에서 처음 시작된 것으로 알려져 있다. 19세기 후반부터는 본격적으로 인기를 모으기 시작하여, 경기 연맹인 국제빙상경기연맹이 창설되면서 조직적인 국제 대회가 열리기 시작하였다. 스피드스케이팅은 동계 스포츠 중 그 역사가 가장 오래된 것 중 하나이며, 1924년 프랑스 샤모니에서 열린 1924년 동계 올림픽때부터 정식 종목이 되었다. 이후 스피드스케이팅은 동계 스포츠를 대표하는 종목으로 인기를 끌었으며, 경기 방법과 그 용구에 있어서도 획기적인 발전을 이룩하여 현재에 이른다. 또한 어린이들이 쉽게 배울수 있다. 

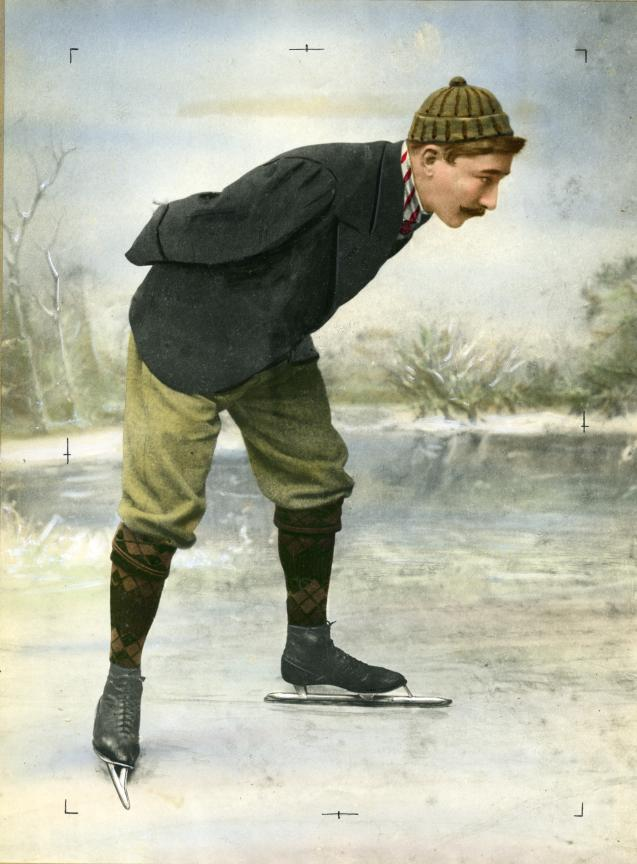
19세기 후반의 스피드 스케이팅 선수

## 명칭
본래 경기는 400m의 길이를 가진 타원형의 링크에서 두 명의 선수가 교대로 속도를 겨루는 경기를 스피드 스케이팅이라고 불렀고, 이것이 스피드 스케이팅을 뜻하는 일반적인 말이다. 그러나 20세기 후반부터 111.12m의 링크를 여러 선수가 한꺼번에 출발하여 순위를 겨루는 경기를 쇼트트랙 스피드 스케이팅이라 부르게 되어 구분할 필요성이 생겼다. 이에 따라 400m의 길이를 가진 링크에서 두 명씩 겨루는 본래의 스피드 스케이팅을 롱트랙 스피드 스케이팅이라 부르기도 하나, 대한민국에서는 이를 스피드 스케이팅으로 통칭하고, 111.12m의 링크에서 겨루는 경기는 쇼트트랙으로 부른다.

## 경기 방법·종류·링크
현재 400m의 코스는 인코스와 아웃코스로 구분하며, 2인 1조의 주자가 1주할 때마다 정해진 교차구역에서 아웃코스에서 출발한 선수는 인코스로, 인코스에서 출발한 선수는 아웃코스로 서로 활주로를 바꾼다. 이렇게 별도로 2인씩 출발한 여러 선수의 활주 기록에 따라 빠른 순서대로 순위를 매긴다. 또한 이러한 2인 1조의 경주 외에 최근에는 한 팀이 3인으로 편성되어, 2팀이 1조가 되어 경기를 겨루는 팀추월 경기도 열리고 있다. 동계 올림픽에서의 경기종목은 남자 500m·1,000m·1,500m·5,000m·10,000m, 여자 500m·1,000m·1,500m·3,000m·5,000m가 있으며, 2006년 토리노 동계 올림픽부터 남녀 팀추월이, 2018년 평창 동계 올림픽에서는 매스스타트(집단출발)가 추가되었다. 올림픽 이외의 경기에서는 남자 100m·3,000m, 여자 100m·10,000m 등도 치러진다.
경기 링크는 처음에는 자연적으로 얼린 얼음판만 이용되었으나, 인공적으로 얼음을 얼리는 기술이 발달하면서 인공 링크에서 널리 치러지게 되었다. 스피드 스케이팅만을 위한 전용 링크에서 주로 열리지만, 육상 경기장 등 다른 스포츠를 위한 경기장 위에 인공 얼음을 설치하여 경기를 치르는 경우도 있다. 또한 최근에는 실내 전용 링크도 도입되어 그 수가 늘어나고 있으며, 대한민국에서도 서울의 태릉 국제 빙상장은 실내 링크로 개조되었다.

스피드 스케이팅 링크 (캐나다 캘거리)

## 최근 추세

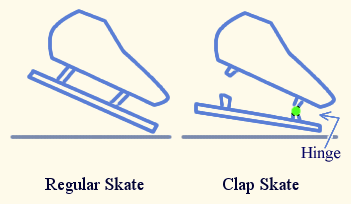
클랩 스케이트의 원리

스피드 스케이팅은 네덜란드에서 그 주법과 도구에 대한 개발이 지속적으로 이루어졌다. 네덜란드에서는 스피드 스케이팅이 축구 못지않게 인기 있는 스포츠 종목일 정도로 스피드 스케이팅에 대한 관심도가 매우 높다. 최근에는 첨단 기술이 적극적으로 도입되어, 선수들은 기록 단축을 위해 신소재 경기복을 입고, 얼음을 지칠 때 뒷날굽이 분리되는 클랩 스케이트를 신는다.
네덜란드 외에 독일, 노르웨이, 스웨덴, 핀란드, 러시아 등지의 유럽 국가에서도 스피드 스케이팅의 인기가 상당히 높다. 미국과 캐나다에서도 기록이 좋은 선수들이 많다. 대한민국, 일본, 중국 등의 동아시아 국가에서는 체격적인 열세를 극복하지 못했으나, 최근 단거리 종목에서는 세계 정상권에 오른 선수들을 많이 배출하고 있으며, 또한 장거리 종목도 올림픽같은 국제대회에서 수상실적이 계속 늘어나고 있다.

### 대한민국

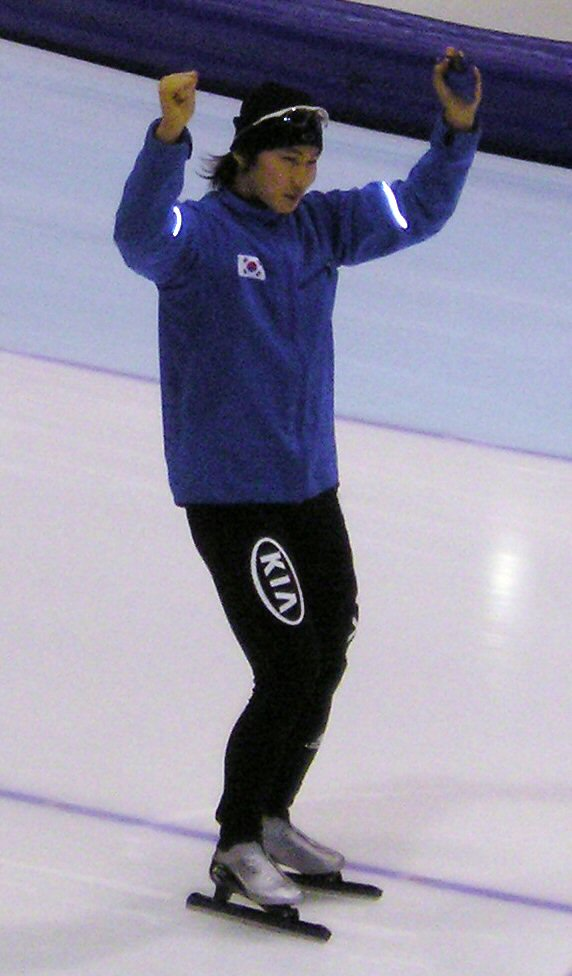
이강석

한국에서는 20세기 초에 스케이트가 보급되기 시작하였고, 1908년 일본인들이 평양 대동강에서 빙상 경기를 처음 개최한 것으로 알려져 있다. 일제강점기 때에는 일본인과 한국인이 개최한 스피드 스케이팅 대회가 자주 열렸다. 1936년 독일 가르미슈파르텐키르헨에서 열린 제4회 동계 올림픽에는 비록 일본 소속으로 나섰지만 조선인이 대표로 뽑혀 대회에 참가하였고, 해방 후 1948년 스위스 생모리츠에서 열린 제5회 동계 올림픽에 태극기를 달고 처음으로 출전하였다.
서구 선수들에게 체격과 체력에서 밀리고, 기술적으로도 다소 뒤지게 되어 세계 상위권에 드는 선수가 나오지 못한다는 인식이 있었으나, 대한민국 동계 스포츠의 대표 종목으로 꾸준히 국제 대회에 참가하며 실력을 쌓았다. 대한민국 선수들이 스피드 스케이팅의 국제 무대에서 본격적으로 세계 상위권에 들어가게 된 것은 1980년대 후반 이후로, 1992년 김윤만이 딴 은메달이 한국 최초의 메달이다. 후에 발전한 쇼트트랙에 다소 밀리는 경향이 있으나, 스피드 스케이팅은 대한민국에서 전통을 자랑하는 동계 스포츠 종목으로, 2000년대 들어 이규혁, 이강석, 문준 등 세계적인 선수를 배출하면서 다시 각광받고 있다.
특히 2010년 밴쿠버 올림픽에서는 쇼트트랙에서 스피드 스케이팅으로 전향한 이승훈이 장거리 종목인 남자 5,000m 종목에서 아시아 최초로 올림픽 메달을 획득하였고, 10일 뒤인 24일(한국 날짜)에는 남자 10,000m 종목에서 올림픽 기록을 경신하면서 금메달을 획득하였다. 또한 단거리 종목인 500m 종목에서도 모태범이 금메달을 획득함으로써 한국 스피드스케이팅 전망을 밝게 하고 있다. 이후 다음날 벌어진 여자 500M 종목에서도 이상화가 금메달을 획득하여 한국은 2010년 밴쿠버 올림픽을 기점으로 스피드스케이팅의 세계최강국으로서 급격히 변모하고 있다.

## 같이 보기
- 스피드스케이팅 세계 기록 목록
- 스피드스케이팅 올림픽 기록 목록
- 인라인스피드스케이팅